# Loretokapel (Tettnang)
De Loretokapel (Duits: Loretokapelle) is een rooms-katholieke kapel in Tettnang (Baden-Württemberg), die tijdens de Dertigjarige Oorlog tussen 1624 en 1627 gebouwd werd.

## Geschiedenis
In de 17e en 18e eeuw verrezen in de katholieke gebieden van Europa op diverse plaatsen de zogenaamde Loretokapellen. Deze kapellen zijn bouwkundig geïnpireerd op het Heilig Huis in het Italiaanse bedevaartsoord Loreto en centra van de Mariaverering.
De Loretokapel van Tettnang is de oudste in zijn soort in Baden-Württemberg. In 1624 maakte gravin Johanna van Montfort, geboren van Waldburg-Wolfegg, op grond van een gelofte de bouw van de kapel mogelijk.
Het kerkje werd in 1627 ingewijd. In het jaar 2012 volgde een grondige renovatie.

## Architectuur en inrichting

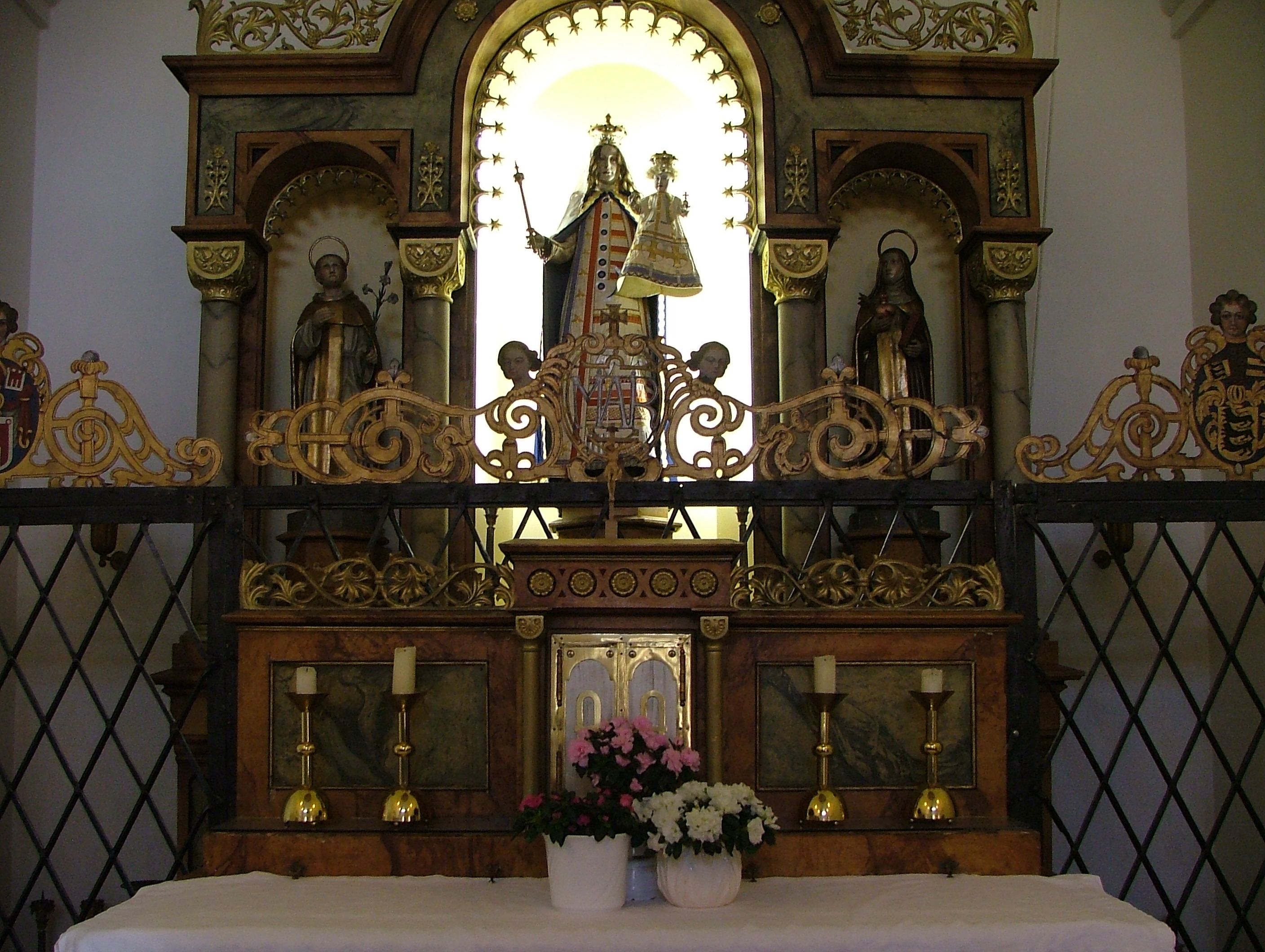
Altaar

In het midden van de zaalkerk staat boven het altaar een door een stralenkrans omgeven 1,40 meter hoge Madonna. Haar rijkversierde gewaad zou door gravin Johanna van Montfort zelf zijn gemaakt. Een ijzeren hek met twee deuren scheidt als bij een iconostase het heiligste deel van de eigenlijke gebedsruimte. Het hek is versierd met de wapens van Montfort en Waldburg-Wolfegg. Naar het voorbeeld van het Heilig Huis in Nazareth is het plafond rondgewelfd. De enige belichting van het kerkje is afkomstig via een driedelig venster op de galerij, hetgeen de mystieke sfeer in de kapel verder verhoogt. In de loop van de vier eeuwen werd de kapel herhaaldelijk gerenoveerd. De laatste renovatie vond plaats in 2012, waarbij over het dakwerk uit de bouwtijd een nieuw dakgestoelte werd geplaatst. Buiten wordt de kapel door een overdekte ommegang omgeven.